# حي عيديد والخليف (حضرموت)
حي عيديد والخليف هو أحد أحياء مديرية تريم في محافظة حضرموت اليمنية. يبلغ تعداد سكانه 17592 نسمة حسب التعداد السكاني في اليمن لعام 2004.